# Акбай-Кизилбай
Акба́й-Кизилба́й (каз. Ақбай-Қызылбай) — село у складі Каркаралінського району Карагандинської області Казахстану. Входить до складу Аманжоловського сільського округу.
Населення — 227 осіб (2021; 341 у 2009, 431 у 1999, 506 у 1989).
Національний склад станом на 1989 рік:
- казахи — 100 %.